# Ivan Bilibin
Ivan Yakovlevich Bilibin (em russo:  Иван Яковлевич Билибин; Tarchowka, 4 de agosto jul./ 16 de agosto de 1876 greg. – São Petersburgo, 7 de fevereiro de 1942) foi um ilustrador do século XX e designer de palco que participou do Mir Iskusstva, contribuiu para os Ballets Russes, tornou-se cofundador do "Soyuz russkih hudožnikov" (Associação dos Pintores Russos) e desde 1937 um membro da Soyuz Hudožnikov SSSR (Associação de Pintores da URSS). Ao longo de sua carreira, ele foi inspirado pelo folclore eslavo.

## Publicações
- Bilibin, Ivan (1904), Народное творчество русского Севера [Folk Arts of the Russian North] (em russo)

Contos populares publicados pelo "Departamento de Produção de Documentos do Estado"
- Сказка об Иване-царевиче, Жар-птице и о Сером волке [O conto do filho de Ivan, o czar, o pássaro de fogo e o lobo cinzento] (em russo), 1899 . alt link
- Василиса Прекрасная [Vassilisa, a Bela] (em russo), 1899
- Царевна-Лягушка [A princesa sapo] (em russo), 1899
- Перышко Финиста Ясна-Сокола [A pena de Finist, o falcão] (em russo), 1900
- Марья Моревна [Maria Morevna] (em russo), 1901
- Сестрица Аленушка и братец Иванушка [Irmã Alenushka e irmão Ivanushka] (em russo), 1901–1902
- Белая уточка [O patinho branco] (em russo), 1902
- Былина "Вольга" [O épico "Volga"] (em russo), 1903 , pdf
- Coleções em contos traduzidos (em inglês): 
  - Wheeler, Post, ed. (1917), Russian Wonder Tales, doze ilustrações selecionadas
  - Afanasyev, Alexander (1996), Russkie narodnye skazki - Russian Fairy Tales (em russo e inglês), seleção do trabalho do "Departamento de Estado" (1899-1902) que inclui a irmã Alionushka ..; Tsarevich Ivan, o Pássaro de Fogo e o Lobo Cinzento; The Frog Tsarevna; Vasilisa ..; Pena de Finist; Pato Branco; e Maria Morevna.

Ilustrações dos contos de Pushkin
- Pushkin, Alexander (1834), Сказка о золотом петушке [O conto do galo de ouro] (em russo)
- Pushkin, Alexander (1905) [1831], Сказка о царе Салтане [O conto do czar Saltan] (em russo)
- Pushkin, Alexander, Сказка о рыбаке и рыбке [O conto do pescador e do peixe] (em russo) , unpublished
- Pushkin, Alexander, Руслан и Людмила [Ruslan e Ludmilla] (em russo)

Outros
- Roslavlev, A.S. (1911), Сказки [Fairy Tales] (em russo)
- Поди туда — не знаю куда, принеси то — не знаю что… [Vá lá - não sei para onde, traga isso - não sei o que ...] (em russo), 1919 , unpublished
- Contes de l'Isba [Contos de uma cabana] (em francês), 1931
- Carpenter, Francis (1932–1933), Tales of a Russian Grandmother (em inglês)

- Contes de la couleuvre [Contos da Cobra] (em francês), 1932
- Conte du petit poisson d'or [Conto do pequeno peixe dourado] (em francês), 1933
- Le Tapis Volant [The Flying Carpet] (em francês), 1924
- Le farouche Abd-el-Kader (em francês), 1936
- Adhémar de Montgon. Henri IV (em francês), 1936
- Anderson, H.C. (1937), The Little Mermaid (em russo)
- Percheron, M. (1937), Moscou (em francês)
- Tolstoy, A.N., Петр Первый [Pedro, o Grande] (em russo)

- Песнь про царя Ивана Васильевича, молодого опричника и удалого купца Ивана Калашникова [Uma canção sobre o czar Ivan Vasilyevich, um jovem Oprichnik eo comerciante bem sucedido Ivan Kalashnikov] (em russo), 1939
- Vodovozov, N.V. (1940), Слово о стольном Киеве и о русских богатырях [Histórias da capital Kiev e dos heróis russos] (em russo)